# Santa Maria Regina Pacis a Monte Verde

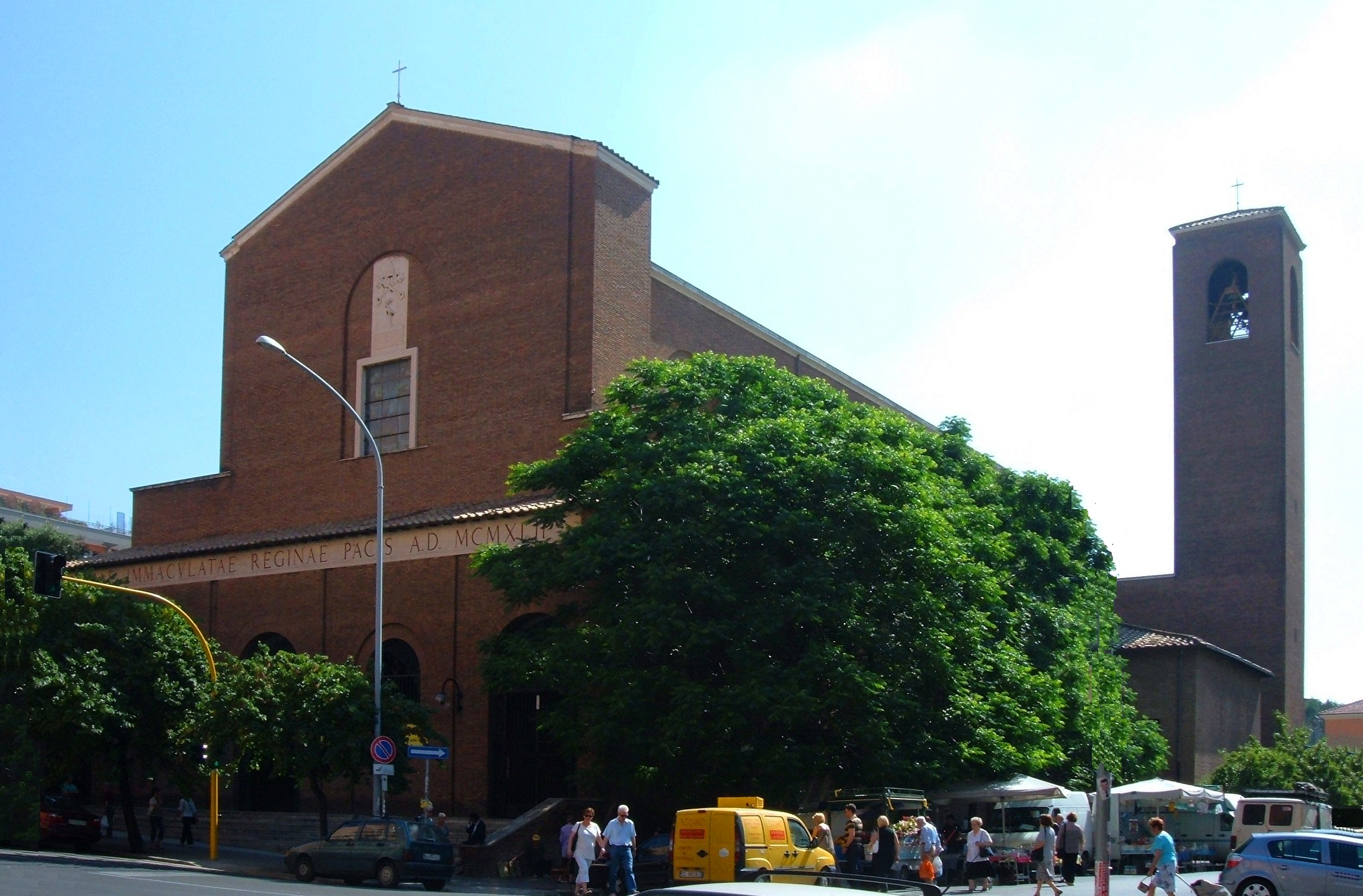
Santa Maria Regina Pacis

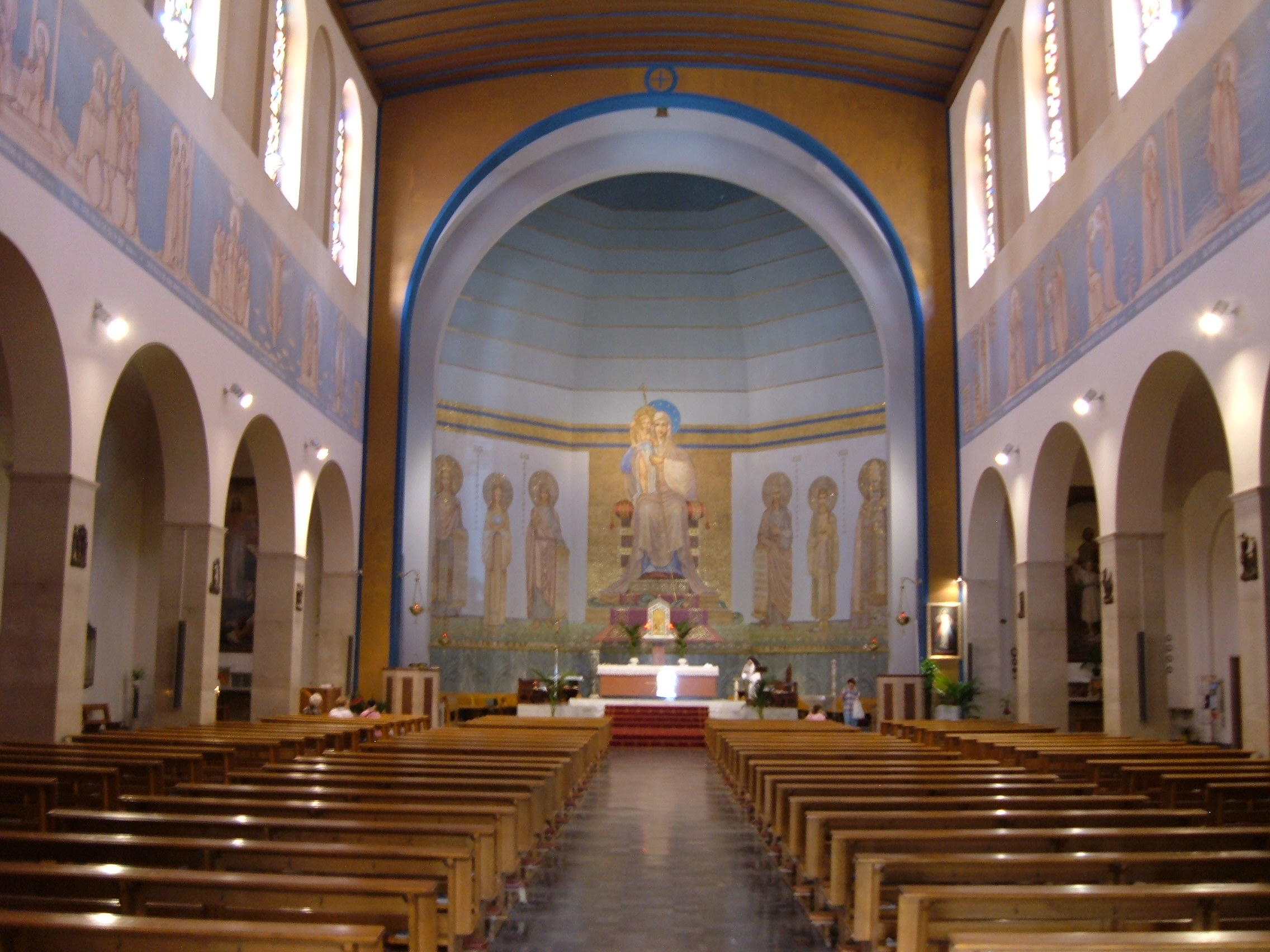
Inneres

Santa Maria Regina Pacis a Monte Verde ist eine Pfarrkirche im römischen Quartiere Gianicolense. Die nach Plänen von Tullio Rossi erbaute Backstein-Basilika wurde 1932 in gottesdienstlichen Gebrauch genommen und 1942, mitten im Zweiten Weltkrieg, auf den Marientitel Regina Pacis („Königin des Friedens“) geweiht. Sie untersteht den Augustiner-Chorherren von der Unbefleckten Empfängnis. Seit 1969 ist sie Titelkirche. Aktueller Titelinhaber ist seit dem 27. August 2022 Oscar Cantoni.